# كاترين جونز
كاترين جونز (بالإنجليزية: Catherine Jones)‏ هي صحفية بريطانية، ولدت في 14 يونيو 1971.

## وصلات خارجية
- كاترين جونز على موقع IMDb (الإنجليزية)